# Afrolimnophila abludens
Afrolimnophila abludens là một loài ruồi trong họ Limoniidae. Chúng phân bố ở miền Cổ bắc.